# Poder Judicial de Bután
El sistema judicial de Bután es uno de los poderes que conforman el Estado del Reino de Bután, y competencia del Real Tribunal de Justicia. Comprende la Comisión Judicial, los tribunales, la policía, el código penal y los reglamentos sobre los jabmi (abogados).
El Artículo 21 de la Constitución de Bután establece que el Poder Judicial «salvaguardará, defenderá y administrará la Justicia de manera justa e independiente sin temor, favorecimiento o demora indebida de conformidad con el Estado de derecho para inspirar confianza y mejorar el acceso a la Justicia».

## Sistema judicial

### Comisión Judicial Nacional
La Comisión Judicial Nacional fue establecida en 2001 como parte del Código de Procedimiento Civil y Penal de Bután. En sus inicios era un organismo designado por el Druk Gyalpo ("Rey Dragón") y presidido por el presidente del Tribunal Supremo, también designado por el monarca.  
La Comisión fue reformada con la promulgación de la Ley del Servicio Judicial de 2007. Su membresía fue codificada para incluir al presidente del Comité Legislativo de la Asamblea Nacional, el fiscal general, el juez asociado de mayor rango (Drangpon) de la Corte Suprema y el presidente de esta. La comisión asesora al rey sobre los nombramientos judiciales (presidente de la Suprema Corte, y miembros de esta y del Tribunal Superior). 
Con la promulgación de la Constitución de 2008, la composición de la Comisión se redujo a cuatro personas: el presidente de la Corte Supremo como presidente, el Drangpon de mayor rango de la esta, el presidente del Comité Legislativo de la Asamblea Nacional y el fiscal general. 
La Ley del Servicio Judicial de 2007 también estableció el Consejo del Servicio Judicial Real, una agencia administrativa auxiliar de la Comisión Judicial Nacional, que determina y administra la estructura organizativa, los requisitos presupuestarios y de personal del poder judicial. Se compone de siete miembros: los Registradores Generales del Tribunal Supremo y Tribunal Superior; un Drangpon en funciones de la Corte Suprema; dos Drangpons de los Tribunales de Dzongkhag; y un Drangpon de los Tribunales de Dungkhag. Todos los miembros sirven por períodos de ds años, y ningún Drangpon de la Corte Suprema puede participar simultáneamente en la Comisión y el Consejo, y todas las decisiones del Consejo deben ser revisadas por el presidente del Tribunal Supremo de Bután.
La Ley del Servicio Judicial enmarca el requisito de que los que están en el servicio judicial posean una licenciatura en derecho, incluido los secretarios.
Los Drangpons de los Tribunales de Dzongkhag y Dungkhag deben obtener un diploma de posgrado en Derecho Nacional. Previo a la sanción de la ley, los jueces eran seleccionados entre los funcionarios públicos. La Ley también estableció reglas de conducta judicial y criterios de promoción.
La Ley del Servicio Judicial de 2007 también codificó aspectos del sistema judicial de Bután que son enmarcados en la Constitución de 2008. En la medida en que la Ley no sea incompatible con la carta magna, seguirá en vigor.

### Organización
La máxima autoridad del poder judicial y de interpretación de las leyes es el Real Tribunal de Justicia. El mismo está integrado por el Tribunal Supremo, el Tribunal Superior, los Tribunales de Dzongkhag, los Tribunales de Dungkhag y los demás tribunales y cortes que establezca el Rey por recomendación de la Comisión Judicial Nacional. .
En virtud de la Constitución, el Druk Gyalpo nombra a la mayor parte de la rama judicial superior: el presidente del Tribunal Supremo de Bhután y los Drangpons (jueces) de la Corte Suprema; el presidente del Tribunal Supremo y Drangpons del Tribunal Superior. Estos nombramientos judiciales reales se llevan cabo en base entre los pares, subalternos y juristas eminentes disponibles de los puestos vacantes en consulta con la Comisión Judicial Nacional.

#### Fiscal general
El fiscal general, que es nombrado por el rey con el asesoramiento del primer ministro.
La Ley del Fiscal General de 2006, incorporada en la Constitución de 2008,  encomienda al fiscal general «perseguir los delitos, salvaguardar la imparcialidad del proceso judicial y difundir información sobre la ley entre la población». El fiscal general también redacta la legislación para presentarla al Parlamento y asesora a todos los niveles de gobierno con respecto a las decisiones judiciales. Como director legal, será el asesor legal y el representante legal del Gobierno.

#### Procedimiento civil y penal
En el sistema judicial butanés, los procedimientos civiles y penales se definen en el Código del Procedimiento Civil y Penal de 2001. El mismo prevé juicios abiertos, igual protección de las leyes, imparcialidad y derecho a la petición del habeas corpus. Los veredictos tanto de los juicios civiles como penales son decididos por uno o más jueces. Después de la apelación final, el Código prevé la apelación ante el Druk Gyalpo.
Las regulaciones de procedimiento general incluyen citaciones, descubrimiento, embargo de propiedad, mandatos judiciales, órdenes interlocutorias, administración judicial y otros mecanismos legales de acciones civiles de derecho consuetudinario. Por otro lado. sus garantías incluyen estándares probatorios generales, como la presentación contradictoria de pruebas físicas y testimoniales, el contrainterrogatorio y la producción de pruebas. Sin embargo, a diferencia de los sistemas de derecho consuetudinario, los jueces de Bután también están autorizados a investigar, inspeccionar o inquirir cualquier asunto que tengan ante sí. Pero al igual que en los sistemas de derecho consuetudinario, las acciones civiles requieren que las partes prueben sus casos sobre la base de la preponderancia de la evidencia. También al igual que en las jurisdicciones de este tipo de derecho, la carga de la prueba de la acusación (para encontrar culpable al acusado) es probar la culpabilidad más allá de toda duda razonable a plena satisfacción de la Corte.

La sección del procedimiento penal del Código establece leyes sobre arresto policial, arresto ciudadano, varios tipos de búsqueda e incautación, acusación y procedimiento de juicio. A su vez, los alegatos, la negociación y las sentencias también están regulados por el Código, junto con reglas especiales para los delincuentes juveniles. Casi todo el procedimiento penal del Código es idéntico al de cualquier jurisdicción de derecho anglosajón moderno.
El Código de Procedimiento Civil y Penal también establece la estructura y jurisdicción del sistema judicial del Reino, reflejado en la Ley del Servicio Judicial de 2007 y enmarcado en la Constitución de 2008.

#### Estándares probatorios
Los estándares probatorios están codificados por la Ley de Pruebas de 2005. La misma incluye muchas disposiciones liberales y modernas del derecho inglés, incluida la exclusión de pruebas que sean injustamente perjudiciales, la de intentos de llegar a un acuerdo fuera de los tribunales y la aquellas de medidas correctivas posteriores. Sin embargo, la ley no garantiza que las partes ante un tribunal confronten a los testigos en su contra cuando los miembros del tribunal consideren que la identidad del testigo debe protegerse. La evidencia física sobre un tema hace que la evidencia documental sobre el mismo tema sea inadmisible a menos que el tribunal determine que existe un fundamento sustancial y razonable para que la misma sea falsa e irrelevante. Por lo tanto, los jueces conservan un alto nivel de discreción en la admisión de pruebas en todos los casos y la capacidad de refutar las pruebas de testigos en algunos otros. 
Los testigos pueden ser acusados por declaraciones anteriores inconsistentes o por evidencia de malos actos previos que involucren deshonestidad o fraude. También existen disposiciones que protegen a los testigos y víctimas de delitos sexuales que hacen inadmisible la evidencia sobre el comportamiento sexual del testigo o la víctima en la mayoría de las situaciones. Los rumores, las admisiones de las partes, las cargas y las presunciones se codifican de manera similar a las Reglas Federales de Prueba de los Estados Unidos.
La Ley de Pruebas también cubre los requisitos de los contratos, denominados legalmente "acuerdos escritos". Los acuerdos válidos requieren por escrito en presencia de un testigo de cada parte; firma de todas las partes o de otra persona debidamente facultada; y ejecución legal con sello. Los contratos quedan inválidos al haber una alteración que no esté refrendada por las partes que ejecutan el acuerdo; un sello o firma defectuosa; un sello legal inadecuado; la debilidad mental, la coacción o la minoría de una de las partes; o por la objeción de cualquiera de las partes dentro de los 10 días frente a un tribunal.

#### Ejercicio de la abogacía
La Ley Jabmi establece normas para la profesión jurídica. El organismo que regula la profesión jurídica se define como el Jabmi Tshogdey, análogo a un colegio de abogados. Todos los jabmi deben ser miembros de este organismo  de forma obligatoria. La Ley establece ciertos requisitos para formar parte:
- Contar con ciudadanía natural butanesa;
- Ser personas íntegras, de buen carácter y reputación;
- No ser adicto;
- No poseer enfermedad mental alguna;
- No estar declarado en quiebra;
- No haber sido condenado por delitos penales;
- Contar con la calificación legal reconocida por el Jabmi Tshogdey;
- Haber realizado el Curso Jurídico Nacional;
- Haber aprobado el examen de selección

En su Artículo 7, la Constitución garantiza a todas las personas el derecho a «consultar y ser representada por un jabmi butanés de su elección».

### Sistema penal
En 1995, bajo el mando del Rey Jigme Singye Wangchuck, el Tribunal Superior comenzó a redactar el Código Penal, que fue promulgado por la Asamblea Nacional en agosto de 2004. Se trata de la consolidación de la recopilación de leyes y secciones separadas del Thrimzung Chhenmo promulgadas entre 1959 y 1990. Tiene como propósito el restituir la dignidad a las víctimas de delitos y aumentar las posibilidades de rehabilitación de los infractores. Permanece intacto en la medida en que sea compatible con la Constitución de 2008. Las penas actuales incluyen encarcelamiento y multas; la pena de muerte está prohibida desde el 20 de marzo de 2004.

### Fuerza policial
En virtud del artículo 28 de la Constitución, la Real Policía de Bután, es una fuerza entrenada dependiente del Ministerio del Interior. Se encarga mantener el orden público y la prevención del delito, siendo además considerada como una parte importante de la fuerza de seguridad de la Nación. Asimismo, se encuentra facultada con ciertos poderes cuasijudiciales, para enjuiciar a los sospechosos y citar testigos.

## Historia del sistema judicial
Los códigos civil y penal del Reino se basan en el Tsa Yig, un código establecido por Shabdrung Ngawang Namgyal en el siglo XVII. Fue revisado en 1957 y aparentemente reemplazado por un nuevo código en 1965. Históricamente, en el sistema judicial de Bután, el Rey ha desempeñado un papel activo en la selección y retención de jueces, así como en la adjudicación. Los nombramientos judiciales eran realizados por los monarcas hasta 2008. Además, su figura constituía el tribunal de apelación.
En 1965, durante el reinado del 3°. Druk Gyalpo, Jigme Dorji Wangchuck, la Asamblea Nacional promulgó las primeras leyes codificadas completas, conocidas como Thrimzhung Chhenmo ("Ley Suprema") que contienen casi todas las categorías modernas de delitos y sus penas. Sin embargo, el código de ese año retuvo la mayor parte de la esencia del código del siglo XVII. Los problemas familiares, como el matrimonio, el divorcio y la adopción, generalmente se resolvieron recurriendo al Dharma, o al derecho hindú. Todavía en 1991, los jefes de aldea a menudo juzgaban casos menores, mientras que los funcionarios de distrito juzgaban delitos mayores.
Los juicios en la década de 1980 eran públicos, y era trabajo de los litigantes el presentar sus casos personalmente a los jueces, ya que no existían los abogados. Los jueces designados por el Druk Gyalpo eran responsables de las investigaciones, la presentación de cargos, el enjuiciamiento y el juicio de los acusados. 
Los delitos graves fueron extremadamente raros a lo largo del siglo XX, aunque hubo informes de un aumento de la actividad delictiva en los años 80 y principios de los 90 con la afluencia de trabajadores extranjeros, las desigualdades económicas y el mayor contacto con culturas extranjeras.
Los arrestos solo pueden realizarse bajo la autoridad legal. El exilio, declarado como castigo en la Constitución de la Asamblea Nacional de 1953, y su revisión de 1968, generalmente no se llevaba a la práctica; mientras que la mutilación fue abolida en 1965. 
Se solían imponer penas de cárcel de siete días a un mes a los ciudadanos que violaran el driglam namzha, un real decreto de 1989, que obligaba a los ciudadanos a vestir el traje nacional en reuniones formales para preservar y promover la cultura butanesa. Sin embargo, no era ampliamente aplicado. Con respecto al derecho penal internacional, en 1988 la Asamblea Nacional ratificó una convención de la ASACR sobre terrorismo, que Bután ha condenado sistemáticamente en foros internacionales. Adempas, el país previó la extradición de terroristas.
Hasta la promulgación de la Constitución de Bután en 2008, el Tribunal Supremo Real máximo órgano judicial, tenía jurisdicción original sobre los veinte dzongkhags de la nación.